# Cristoforo Caresana
Cristoforo Caresana   (Venècia, c. 1640 - Nàpols, 13 de setembre de 1709) va ser un compositor, organista i tenor barroc italià.
Va ser un antic representant de l'escola operística napolitana. Nascut a Venècia, el seu precís aniversari no se sap. Després d'estudiar amb Pietro Andrea Ziani (oncle de Marc' Antonio Ziani) a Venècia, es va traslladar a Nàpols a la seva adolescència, on es va incorporar a la companyia de teatre de Febi Armonici, que va produir primers exemples de melodrama. Més tard, el 1667, es va convertir en organista i cantant a la Capella Reial i director del Conservatori napolità de Sant'Onofrio a Porta Capuana, una de les famoses escoles de música orfenada de Nàpols, fins al 1690. El 1699 va succeir a Francesco Provenzale com a "Mestre del Tresor de San Gennaro". Va escriure música per a diverses institucions napolitanes fins a la seva mort a Nàpols el 1709. Entre d'altres, el guitarrista i compositor espanyol Gaspar Sanz i el tenor napolità Tommaso Scarlatti van estudiar teoria musical sota la seva tutela.
Se'l recorda per les seves cantates, especialment per la temporada de pessebres i pels interludis instrumentals que de vegades presenten conjunts separats espacialment. La seva música continua essent interpretada i gravada fins als nostres dies i és un testimoni de la qualitat d'aquest compositor barroc napolità.